# Кудря Наталія Іванівна
Ната́лія Іва́нівна Ку́дря (нар. 21 липня 1959, Попільня) — українська акторка, актриса Національного академічного драматичного театру імені Лесі Українки, заслужена артистка України (1996), народна артистка України (2006)

## Життєпис
1978 року закінчила Дніпропетровське державне театральне училище.
Була першою дружиною українського політика Олександра Разумкова. 1983 року народила сина Дмитра Разумкова — головного політичного консультанта кандидата в Президенти України Володимира Зеленського на виборах 2019 року, Голову Верховної Ради України IX скликання (29 серпня 2019 — 7 жовтня 2021).
У київському Національному академічному драматичному театрі імені Лесі Українки з 1987 року.

## Ролі в театрі
Національному академічному драматичному театрі імені Лесі Українки.
- 1982 — «Гравець»
- 1983 — «Філомена Мартурано»
- 1988 — «ОБЕЖ»
- 1988 — «Коник-горбоконик»
- 1988 — «Зорі на ранковому небі»
- 1988 — «Перламутрова Зінаїда»
- 1988 — «Криваве весілля»
- 1989 — «Самогубець»
- 1989 — «Уроки музики»
- 1989 — «Казка про солдата та змію»
- 1990 — «Ідея господаря будинку»
- 1991 — «Кандід»
- 1991 — «Без вини винуваті»
- 1992 — «Запрошення до замку»
- 1992 — «Метеор»
- 1993 — «Веселися, коли наказують»
- 1993 — «Генерали в спідницях»
- 1995 — «Ревнощі»
- 1997 — «Банківські службовці»
- 1997 — «Крокодил»
- 2000 — «Маскарадні забави»
- 2001 — «І це все було… і все це буде…»
- 2002 — «Хто вбив Емілію Галотті?»
- 2003 — «Вовки та вівці»
- 2011 — «Ювілей? Ювілей. Ювілей!»
- 2012 — «Цинічна комедія»

## Фільмографія
- 1990 — «Мої люди» — гостя
- 1990 — «Фуфель» — епізод
- 2003 — «За двома зайцями» (мюзикл) — друга товаришка Тоні Коровяк
- 2006 — «Чужі заслуги» (18 серія)
- 2006 — «Повернення Мухтара-3» — Мальцева
- 2009 — «Індійське кіно» — Люся, мати Оксани
- 2013 — «Шеф поліції»